# 빅토리아 (드라마)
《빅토리아》(영어: Victoria)는 2016년 8월 28일부터 2019년 5월 12일까지 방영된 영국의 텔레비전 드라마이다.

## 출연진
- 제나 콜먼 - 빅토리아 여왕 역
- 톰 휴스 - 부군 앨버트 역
- 피터 바울즈 - 웰링턴 공작 역
- 캐서린 플레밍 - 켄트 공작부인 역
- 다니엘라 홀츠 - 레헨 남작부인 역
- 넬 허드슨
- 퍼디낸드 킹즐리
- 토미 나이트
- 나이젤 린지 - 로버트 필 경 역
- 이브 마일스
- 데이비드 오크스 - 에른스트 공작 역
- 폴 라이스 - 존 콘로이 역
- 애드리언 쉴러
- 피터 퍼스 - 어니스트 오거스터스 왕(컴벌랜드 공작) 역
- 앨릭스 제닝스 - 레오폴드 왕 역
- 루퍼스 슈얼 - 멜버른 경 역
- 비비 케이브
- 마거릿 클루니 - 서덜랜드 공작부인 해리엇 역